# Fluffer

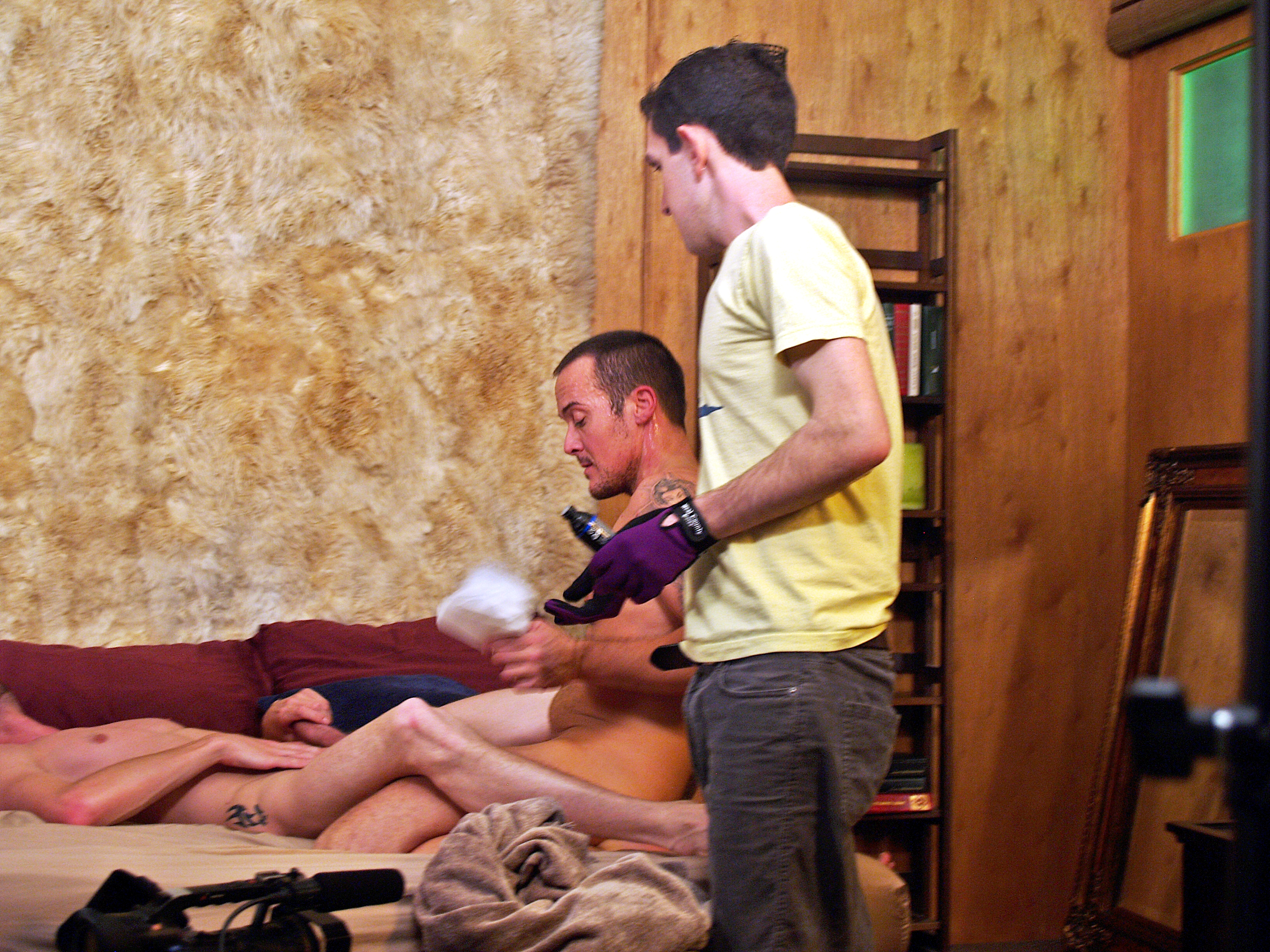
Fluffer, 2008

Fluffer – osoba odpowiedzialna za doprowadzenie do erekcji mężczyznę występującego w produkcji pornograficznej, a także za ogólne przygotowanie ciał aktorów do nakręcenia sceny, na przykład przez oczyszczenie ich z wydzielin. Postaci takiej poświęcono film gejowski The Fluffer.